# کانو سانیال

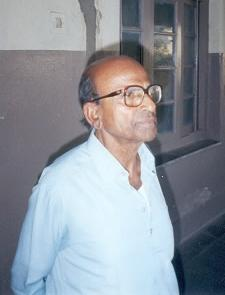
کانو سانیال

کانو سانیال (هندی: कानू सान्याल؛ ۱۹۳۲ – ۲۳ مارس ۲۰۱۰) فعال و سیاست‌مدار کمونیست اهل هند بود. در سال ۱۹۶۷، او یکی از رهبران اصلی قیام نکسالبری و در سال ۱۹۶۹ یکی از رهبران مؤسس حزب کمونیست هند (مارکسیست–لنینیست) (به اختصار CPI (ML)) بود. سانیال در ۲۳ مارس ۲۰۱۰ خودکشی کرد. او در یک خانواده برهمین به دنیا آمد.
چند سال پس از این‌که حزب قبلی به چندین پاره تبدیل شد، تعدادی از انشعابات قدیمی گرد هم آمدند و دوباره حزب کمونیست هند (مارکسیست-لنینیست) را تشکیل دادند. سانیال به‌عنوان دبیرکل این حزب انتخاب شد.